# Roberto Iniesta
Roberto Iniesta (Plasencia, 16 de maio de 1962), também conhecido como Robe, é um compositor, guitarrista, cantor, poeta e escritor espanhol, famoso por ser o líder do grupo de rock Extremoduro.

## Biografia
Roberto Iniesta nasceu e cresceu em Plasencia. Frequentou os primeiros três anos de um bacharelato para trabalhar com o seu pai, começando depois a escrever canções. Aos vinte anos formou o seu primeiro grupo, Dosis Letal, cujo nome nome denunciava a sua afeição por drogas.
Em 1987 funda com alguns amigos o grupo Extremoduro, com o qual editou doze álbuns entre 1989 e 2008, incluindo um ao vivo e duas coletâneas.  Além deste grupo, foi integrou outros projetos musicais, nomeadamente o Extrechinato y Tú, juntamente com Fito Cabrales, Iñaki Antón e Manolo Chinato (este último um poeta), e colaborou com outros grupos de rock, como os Platero y Tú, Fito & Fitipaldis, La Gripe, Marea e Gatibu.
Roberto Iniesta considera-se mais um poeta que um músico e demonstra isso nas suas letras, muitas delas com uma estrutura poética que denotam influências tanto contemporâneas como clássicas. No início da sua carreira no rock, Robe tentou criar um estilo próprio, a que chama "rock transgressivo", que caracteriza o seu grupo mais conhecido, Extremoduro.
Depois de nove anos há frente dos Extremoduro, durante um período em que este grupo esteve inativo, em 2006, juntamente com Iñaki Antón, criou a editora discográfica Muxik, a qual tem como objetivo divulgar primeiros trabalhos de grupos que julgam que merecem ser escutados.
Em 28 de setembro de 2009 publicou o seu primeiro romance, El viaje íntimo de la locura.